# Langue des signes portoricaine
La langue des signes portoricaine (en anglais : Puerto Rican sign language, PRSL ou plus couramment PSL), est la langue des signes utilisée par une partie des personnes sourdes et leurs proches dans certaines régions de Porto Rico. Elle tend à disparaître au profit de la langue des signes américaine (ASL).

## Histoire
La langue des signes à probablement été introduite par des nones catholiques en 1907, bien qu'il soit possible qu'une forme indigène ait existé avant.

## Caractéristiques
Il existe quatre variétés de signes en usage à Porto Rico : les langues des signes américaine et portoricaine, cette dernière étant un dialecte de l'ASL, l'espagnol signé et l'anglais signé (en), ces deux derniers servant de contact entre ASL, PRSL, espagnol et anglais. L'anglais signé et l'ASL sont introduits à Porto Rico dans les années 1900 par des missionnaires américains qui fondent la première école pour sourds. Les élèves de cette école ont mélangent ensuite les signes indigènes à ceux qu'ils apprennent. Les principales différences entre PRSL et ASL sont les orientations des paumes des mains et la vitesse de signature, la PRSL étant signée plus lentement et comprenant plus de répétition des signes que l'ASL.

## Utilisation
La PRSL est toujours utilisé dans la région occidentale et centrale de l'île où les sourds sont plus isolés de la majorité de la communauté sourde portoricaine, l'ASL étant utilisé partout ailleurs. Cet isolement a peut-être également conduit à la création de signes régionaux uniques mais la langue des signes utilisée dans ces régions n'est pas très développé et est principalement composé de gestes simples.
La PRSL est amenée à disparaître du fait des nombreux contacts avec la communauté sourde des États-Unis et de l'utilisation de l'ASL dans les écoles pour sourds. Au début du XXIe siècle, l'offre de services d'interprétation et la normalisation de l'ASL à Porto Rico, ainsi que le fait qu'elle soit enseigné à l'université de Porto Rico font de l'ASL le futur de la langue des signes sur l'île. Seulement une des agences d'interprétation indique offre une interprétation en PRSL.

### Vidéo
- Elizabeth Parks, « Americas Area Sign Language Survey Report Video Summaries in American Sign Language - Puerto Rico », sur SIL International, Jason Parks, 2012 : vidéo de 6 minutes sur l'ASL et la PRSL à Porto Rico (sans son ni sous-titres, commentaire en ASL).